# اوسی‌آی
اوسی‌آی (به انگلیسی: OCI) شرکت خوشه‌ای کره‌ای است، که در زمینه تولید طیف وسیعی از مواد شیمیایی، محصولات پتروشیمی و مواد اولیه مورد نیاز در تولید انرژی‌های تجدیدپذیر فعالیت می‌کند.
شرکت اوسی‌آی در سال ۱۹۵۹ تأسیس شد و در حال حاضر دارای بیش از ۲۰ شرکت تابعه و زیرمجموعه در ۶ کشور می‌باشد.
دفتر مرکزی این شرکت در شهر سئول، کره جنوبی قرار دارد و بخشی از سهام آن در بازار بورس کره معامله می‌شود.